# Rantau Karya (Air Sugihan)
Rantau Karya is een bestuurslaag in het regentschap Ogan Komering Ilir van de provincie Zuid-Sumatra, Indonesië. Rantau Karya telt 2010 inwoners (volkstelling 2010).